# Ideal (Band)
Ideal war eine West-Berliner Band, die 1980 gegründet wurde und bis 1983 existierte. Als Teil der Neuen Deutschen Welle zählte sie zu den erfolgreichsten Vertretern dieser Musikrichtung. Besonders bekannt wurden ihre Stücke Blaue Augen, Berlin, Eiszeit und Monotonie.

## Bandgeschichte
Annette Humpe spielte zusammen mit ihrer Schwester Inga Humpe bis 1980 bei den Neonbabies. Im Frühjahr 1980 schlossen sich Annette Humpe, Ernst Ulrich Deuker, Frank Jürgen Krüger (Eff Jott) und Hans-Joachim Behrendt (Hansi) zur Band Ideal zusammen.
Im Mai 1980 veröffentlichte Ideal die erste, für das bandeigene Independent-Label Eitel-Imperial produzierte Single Wir stehn auf Berlin / Männer gibt’s wie Sand am Meer, die als Kleinauflage schnell vergriffen war.
Erste größere Medienpräsenz erlangte Ideal als Vorgruppe von Barclay James Harvest, die am 30. August 1980 vor dem Berliner Reichstagsgebäude ein kostenloses Freiluftkonzert für ihre zahlreichen deutschen Fans veranstalteten.
Im selben Jahr lieferte die Band den Soundtrack zu dem Film Rote Liebe von Rosa von Praunheim.

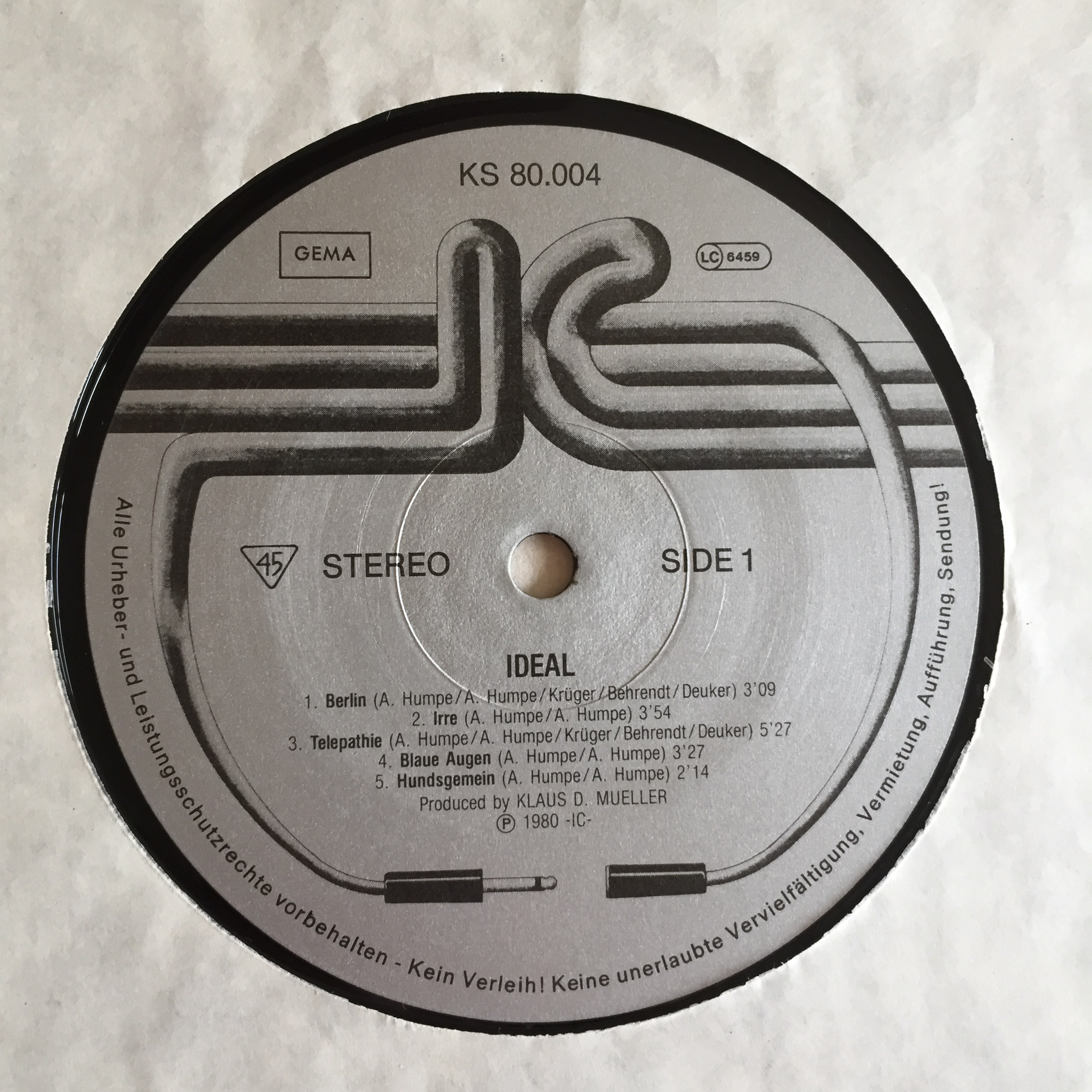
Label des ersten Albums

Nachdem der Entdecker der Band, der Musikverleger Klaus D. Mueller (kdm), nur Absagen von den damals bekannten Labels bekommen hatte, wandte er sich an Klaus Schulze, einen langjährigen Freund und Pionier der elektronischen Musik in Deutschland. Auf dessen Label „IC“ erschien im November 1980 die erste LP mit dem Titel Ideal. Die Platte stieg bis Juni 1981 auf Platz 3 der deutschen LP-Charts. Eine Besonderheit dieser Langspielplatte war, dass sie auf 45 Umdrehungen pro Minute (also der eigentlich für Singles vorgesehenen Geschwindigkeit) abgespielt werden musste; man erwartete dadurch Klangvorteile, behielt diese Technik für weitere Veröffentlichungen aber nicht bei. Das Plattencover stellt vor dem Hintergrund der stilisierten Erde einen kopflosen Menschen im Oberhemd dar, der seine Krawatte bindet. Anstelle des Kopfes findet sich der in Rot skizzierte Bandname. Die Gestaltung übernahm Bettina Sefkow.
Es folgten die ersten Auslandskonzerte in Österreich und der Schweiz. Im August 1981 traten Ideal vor 22.000 Fans in der Berliner Waldbühne auf. Dieser Auftritt im Rahmen der SFB-Rocknacht wurde bundesweit ausgestrahlt. Am 17. Juli 1981 gab die Band in Köln (Sartory-Säle) ein Konzert, das vom WDR im Rahmen der Reihe Rockpalast aufgezeichnet und 2012 als DVD veröffentlicht wurde. Neben den Hits aus dem Debüt-Album wurden hier bereits Titel des Nachfolgealbums Der Ernst des Lebens präsentiert.

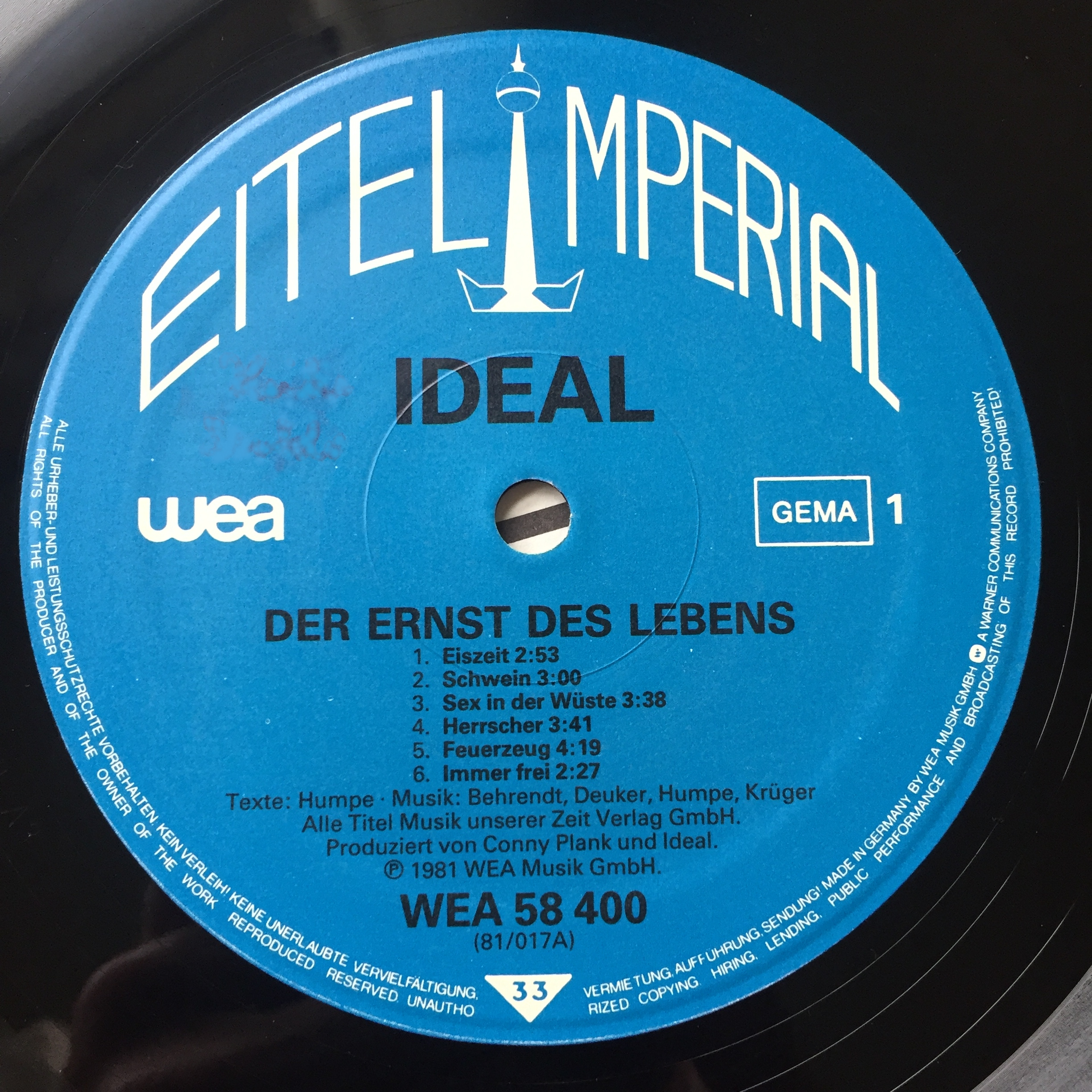
Label des zweiten Albums

Danach begann die Studioarbeit am zweiten Album. Gemeinsam mit dem Produzenten Conny Plank entstand das Album Der Ernst des Lebens, das im Oktober veröffentlicht wurde. Das Plattencover stellt erneut den kopflosen Menschen dar, der nun im Anzug und eine Aktentasche in der linken Hand haltend eine Hürde überspringt; die Zeichnung ist eine Parodie auf einen SW-Schnappschuss aus dem Jahr 1972, der den CDU-Politiker und damaligen Parteischatzmeister Walther Leisler Kiep im Geschäftsmann-Outfit mit Aktentasche in der linken Hand zeigt, wie dieser sportlich über einen (vermutlich) rot-weißen Schlagbaum springt – eine ironische Anspielung auf die bürgerliche Existenz, der "Ernst des Lebens". Auch hier befindet sich anstelle des Kopfes der Bandname in roter Schrift. Auf dem in schwarzweiß gehaltenen Inlay sind die Texte der Songs abgedruckt. Auch dieses Plattencover wurde von Bettina Sefkow gestaltet.
Zur gleichen Zeit erhielten Ideal die Goldene Schallplatte für ihr Debüt-Album. Damit wurde zum ersten Mal in Deutschland ein Produkt eines Independent-Labels vergoldet.
Die Fans sahen Ideal bei 27 ausverkauften Konzerten während der Reise 1981/82, die im November und Dezember über die deutschsprachigen Bühnen ging. Beim Abschlusskonzert zugunsten der Berliner Hausbesetzer erhielten Ideal die Goldene Schallplatte für Der Ernst des Lebens.
Im Herbst 1982 entstand in Wien das dritte Album Bi Nuu unter der Regie von Micki Meuser und Gareth Jones. Im Dezember 1982 stieg es in die Charts ein, erreichte allerdings nur den 20. Rang. Die Umsätze blieben hinter den Erwartungen der Plattenfirma zurück. Eine geplante weitere Deutschlandtournee wurde abgesagt.
Am 31. März 1983 gab die Band ihre Auflösung per Telex bekannt: „Die Gruppe Ideal löst sich auf. Ideal war von Beginn an als ein Projekt geplant, eine Arbeitsgemeinschaft, die so lange bestehen sollte, wie die Unterschiede der einzelnen Mitglieder die Arbeit spannend und kreativ machte. Unsere Musik war immer ein Resultat der Auseinandersetzung von vier verschiedenen Persönlichkeiten, nicht um Kompromisse, sondern um Songs zu (er-)finden, auf die jeder stehen konnte. In drei tollen Jahren haben wir aus dieser Konstellation das Beste rausgeholt.“
Im Juni 1983 erschien mit Zugabe ein Livealbum der Berliner Band, ein „Andenken, Abschiedsgruß und Dankeschön an die Fans“ (Ideal).
Im Juni 2025 veröffentlichte die Band mit dem Album Ideal (2025 Mix) ihr Debütalbum aus 1980 in einer neuen Abmischung. Annette Humpe und Moritz Enders (Kraftclub) hatten dazu die originalen Aufnahmen digitalisiert und neu abgemischt, wobei sie nach eigenen Angaben ausschließlich Technik einsetzten, die bereits 1980 zur Verfügung stand.

## Diskografie

### Studioalben
| Jahr | Titel                | Höchstplatzierung, Gesamtwochen, AuszeichnungChartplatzierungen (Jahr, Titel, Platzierungen, Wochen, Auszeichnungen, Anmerkungen) | Höchstplatzierung, Gesamtwochen, AuszeichnungChartplatzierungen (Jahr, Titel, Platzierungen, Wochen, Auszeichnungen, Anmerkungen) | Anmerkungen                |
| Jahr | Titel                | DE | AT | Anmerkungen                |
| ---- | -------------------- | --- | --- | -------------------------- |
| 1980 | Ideal                | DE3 Platin · (54 Wo.)DE | AT3 (20 Wo.)AT | Erstveröffentlichung: 1980 |
| 1981 | Der Ernst des Lebens | DE4 Platin · (43 Wo.)DE | AT5 (12 Wo.)AT | Erstveröffentlichung: 1981 |
| 1982 | Bi Nuu               | DE20 (12 Wo.)DE | AT18 (2 Wo.)AT | Erstveröffentlichung: 1982 |

### Livealben
- 1983: Zugabe

### Kompilationen
- 1992: Eitel Optimal – Das Beste
- 1996: Eiszeit
- 2007: The Platinum Collection

### Singles
| Jahr | Titel Album                                              | Höchstplatzierung, Gesamtwochen, AuszeichnungChartplatzierungen (Jahr, Titel, Album, Platzierungen, Wochen, Auszeichnungen, Anmerkungen) | Höchstplatzierung, Gesamtwochen, AuszeichnungChartplatzierungen (Jahr, Titel, Album, Platzierungen, Wochen, Auszeichnungen, Anmerkungen) | Anmerkungen                         |
| Jahr | Titel Album                                              | DE | AT | Anmerkungen                         |
| ---- | -------------------------------------------------------- | --- | --- | ----------------------------------- |
| 1980 | Berlin / Männer gibt’s wie Sand am Meer Ideal            | — | — | Erstveröffentlichung: Mai 1980      |
| 1981 | Eiszeit / Schwein Der Ernst des Lebens                   | DE16 (19 Wo.)DE | — | Erstveröffentlichung: November 1981 |
| 1982 | Monotonie / Geheimnis der Großstadt Der Ernst des Lebens | DE21 (14 Wo.)DE | AT8 (6 Wo.)AT | Erstveröffentlichung: Mai 1982      |
| 1982 | Blaue Augen / Rote Liebe –                               | DE48 (6 Wo.)DE | — | Erstveröffentlichung: Mai 1982      |
| 1983 | Keine Heimat / Ask Mark Ve Ölüm Bi Nuu                   | DE47 (10 Wo.)DE | — | Erstveröffentlichung: Januar 1983   |

### Videoalben
- 2012: Ideal LIVE@Rockpalast

### Boxsets
- 2014: The Triple Album Collection

## Film
Ideal spielt im Film B-Movie: Lust & Sound in West-Berlin 1979–1989 (2015) eine Rolle, einer Dokumentation mit Mark Reeder, Jörg A. Hoppe, Klaus Maeck, Heiko Lange und Alexander von Sturmfeder.